# Orzeł białobrzuchy
Orzeł białobrzuchy, wojownik białobrzuchy (Aquila africana) – gatunek dużego ptaka z rodziny jastrzębiowatych (Accipitridae), zamieszkujący Afrykę. Nie jest zagrożony wyginięciem.
Systematyka
Bywał umieszczany w rodzajach Spizaetus, Hieraaetus, często także w monotypowym rodzaju Cassinaetus. Badania molekularne dowiodły jednak, że jest blisko spokrewniony z kilkoma orłami z rodzaju Aquila. Nie wyróżnia się podgatunków.
Morfologia
Długość ciała orłów białobrzuchych wynosi od 50 do 61 cm; masa ciała samców 938–1049 g, jednej zważonej samicy 1153 g; rozpiętość skrzydeł 103–113 cm.
Zasięg występowania
Jego zasięg występowania rozciąga się od Sierra Leone i Liberii na wschód po Demokratyczną Republikę Konga i zachodnią Ugandę. Ptaki tego gatunku stwierdzono również w północno-zachodniej Angoli, kilkukrotnie w zachodniej Kenii, a raz w górach Udzungwa w Tanzanii. 
Ekologia i zachowanie
Orzeł białobrzuchy to nierzucający się w oczy ptak zamieszkujący nizinne lasy deszczowe. W Wybrzeżu Kości Słoniowej występuje zarówno w lasach pierwotnych, jak i wtórnych, jest zdolny do przeżycia również na plantacjach. Preferencje żywieniowe tych orłów są słabo poznane; zjadają ptaki, wiewiórki (odnotowane w zawartości żołądków), z obserwacji wynika, że jedzą również węże. Wiadomo, że buduje gniazda na wysokich drzewach. W Zimbabwe stwierdzono rozród od kwietnia do sierpnia, w Ugandzie stwierdzano próby rozrodu od października 1980 do stycznia 1981, w Ghanie obserwowano wyrośnięte pisklę w grudniu; w Liberii para była widziana przy budowie gniazda w październiku i listopadzie, a następnie w latach 1981–1984 z podrośniętym pisklęciem (od marca do maja).
Status
Międzynarodowa Unia Ochrony Przyrody (IUCN) uznaje orła białobrzuchego za gatunek najmniejszej troski (LC – least concern) nieprzerwanie od 1988 roku. Liczebność populacji, według szacunków, zawiera się w przedziale 670–6700 dorosłych osobników. Trend liczebności populacji uznaje się za spadkowy.